# Hongaarse Radenrepubliek
De Hongaarse Radenrepubliek (Hongaars: Magyarországi Tanácsköztársaság) was de officiële naam voor Hongarije onder het communistische regime tussen 21 maart en 6 augustus 1919 onder leiding van Béla Kun. Het was de eerste communistische regering die gevormd werd in Europa na de Oktoberrevolutie in Rusland, waarbij de bolsjewieken de macht kregen in dat land. Na vier maanden viel de Radenrepubliek uiteen toen het Roemeense leger Boedapest bezette. De opvolger van de Radenrepubliek was de kortstondige Hongaarse Republiek.

## Ontstaan van de Radenrepubliek
De aanleiding naar de formatie van de Hongaarse Radenrepubliek was het mislukken van de regering van graaf Mihály Károlyi in de nieuwe onafhankelijke Democratische Republiek Hongarije, die ontstaan was na het uiteenvallen van Oostenrijk-Hongarije. Na minder dan zes maanden werd Károlyi ontslagen door een coalitie van sociaaldemocraten en communisten.
De Hongaarse communistische partij was vrij klein in die tijd, maar de leden waren zeer actief en de partij groeide zienderogen. Enkele maanden eerder, op 4 november 1918, vormden een groep Hongaarse krijgsgevangenen en communistische sympathisanten in Moskou het Centraal Comité. Béla Kun was de leider en ze vertrokken snel richting Hongarije waar ze nieuwe leden rekruteerden en de partijideeën propageerden. Tegen februari 1919 waren er tussen de 30.000 en 40.000 leden, waaronder vele werkloze ex-soldaten, jonge intellectuelen en etnische minderheden.
Kun startte een krant, genaamd Vörös Újság ('Rood Nieuws'), en concentreerde zich op het aanvallen van de regering van Károlyi. In de volgende maanden groeide de macht en invloed van de communistische partij vrij snel. Hun aanhangers werden demonstratief agressief tegen andere kranten. Er was één cruciaal incident op 20 februari, waarbij het uitgeverskantoor van de sociaaldemocratische krant Népszava (de stem van het volk) aangevallen werd. Bij deze actie kwamen zeven mensen, waaronder agenten, om het leven. De regering gebruikte dit incident om de leiders van de communistische partij te arresteren, de Vörös Újság te ontbinden en de partijgebouwen te sluiten. De arrestaties waren gewelddadig en de politieagenten sloegen de communisten in het openbaar. Dit resulteerde dan weer in een golf van sympathie voor de communistische partij. Op 1 maart kreeg de krant opnieuw toestemming om te publiceren en ook de communistische partijgebouwen werden heropend. De leiders mochten bezoek ontvangen in de gevangenis, waardoor ze op de hoogte bleven van de politieke zaken.
Na het ontvangen van het Vix Ultimatum (waarin meer territoriale concessies geëist werden) op 20 maart verklaarde Károlyi dat de regering ontslag zou nemen. De volgende dag informeerde hij de ministerraad dat enkel de sociaaldemocraten een nieuwe regering konden vormen omdat zij de partij waren met de grootste publieke aanhang. Om een nieuwe regeringscoalitie te vormen onderhandelden de sociaaldemocraten met de communistische leiders, die nog steeds gevangen zaten, en beslisten om hun twee partijen samen te brengen onder de naam Hongaarse Socialistische Partij. President Károlyi, die een uitgesproken anticommunist was, werd niet geïnformeerd over deze fusie. Hij dacht dat hij een socialistische regering had aangesteld, maar kwam er nu achter dat deze gedomineerd werd door communisten.
De sociaaldemocraten wilden geen oorlog met de geallieerden, maar zagen geen andere kans en werden bondgenoot van Sovjet-Rusland.

## Communistisch beleid
De nieuwe socialistische partij volgde het voorbeeld van Lenin en creëerde een regering die de revolutionaire regeringsraad genoemd werd en die de Hongaarse Radenrepubliek uitriep en president Károlyi ontsloeg op 21 maart. Aanvankelijk bestond deze regering uit een socialistisch-communistische coalitie geleid door Sándor Garbai, maar Kun was als minister van Buitenlandse Zaken de echte machthebber. Onder Kun schoten de communisten in actie en slaagden erin om op enkele dagen de sociaaldemocratische ministers te ontslaan. De nieuwe communistische regering schafte de aristocratische titels en privileges af, de scheiding van kerk en staat, ze legden de vrijheid van meningsuiting vast, vrije opvoeding, taal en culturele rechten voor de etnische minderheden (alhoewel deze laatsten in de praktijk niet uitgevoerd werden).
In een radiobericht aan de Russische Socialistische Federatieve Sovjetrepubliek (SFSR) informeerde Kun aan Lenin dat er een dictatuur van het proletariaat gevestigd was in Hongarije en hij vroeg om een verdrag of alliantie met de SFSR om de onvermijdelijke vijandige reactie van de Entente te vermijden. De SFSR was bereid om Hongarije te helpen, maar zat vast in de Russische Burgeroorlog. De Hongaarse regering stond er dus alleen voor en er werd een Rode Garde opgericht onder leiding van Mátyás Rákosi. Bijkomend was er nog een groep van 200 gewapende mannen, bekend als de Lenin-jongens, die een mobiel detachement vormden onder leiding van Cserny József. Dit detachement was opgesteld op verschillende locaties door heel het land waar men dacht dat er contrarevolutionaire bewegingen opereerden. De Lenin-jongens, maar ook aanhangers van andere gelijkaardige bewegingen vermoordden en terroriseerden vele mensen. Er werden veel mensen geëxecuteerd zonder proces. Dit veroorzaakte een aantal conflicten met de plaatselijke bevolking, waarvan er sommige gewelddadig waren.

## Buitenlands beleid
De Radenrepubliek lag in een strategisch gevaarlijke positie langs het vijandige Roemenië en Tsjecho-Slowakije. Midden april 1919 viel Roemenië het land binnen en begon de Hongaars-Roemeense Oorlog. Nadat de sociaaldemocraten weggestemd waren beslisten de communisten om te blijven vechten. De vrijwilligers van de Rode Garde stopten de Roemenen en ze namen een aanzienlijk stuk van Tsjecho-Slowakije in. Het was de bedoeling om via Tsjecho-Slowakije een opening te zoeken naar de Russische SFSR. Dit maakte de kijk op de communisten van de Entente alleen maar erger. Op 8 juni eiste de Amerikaanse president Woodrow Wilson dat het Hongaarse leger moest stoppen met de veroveringen en de regering werd uitgenodigd in Parijs om de Hongaarse grenzen te bespreken. Kun bleef hopen op een doorgang naar Rusland en een revolutie in Zuid-Europa. Op 16 juni werd de Slowaakse Radenrepubliek uitgeroepen.

## Ondergang

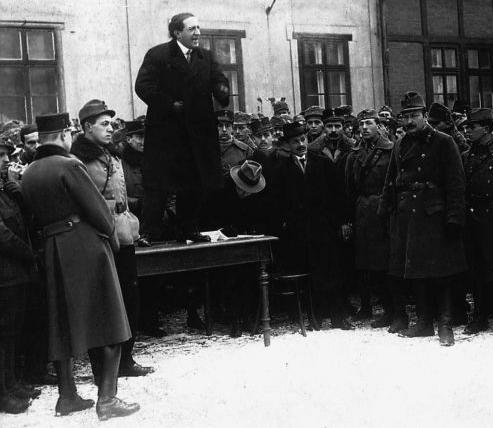
József Pogány spreekt de revolutionairen toe

De situatie van de Hongaarse communisten begon te verslechteren toen, na een mislukte coup van de sociaaldemocraten op 24 juni, de nieuwe communistische regering van Antal Dovcsák represailles ondernam op grote schaal. Revolutionaire rechtbanken lieten 590 mensen executeren die ervan verdacht werden betrokken te zijn geweest bij de coup. Dit werd bekend als de "Rode Terreur" en hierdoor werd de regering impopulair bij een groot deel van de bevolking.
Het werd voor de Hongaren steeds moeilijker om tegen twee vijanden te vechten en de steun voor de communistische partij en oorlog vervaagde, onder andere omdat de meest toegewijde communisten zich opgegeven hadden om te vechten. De regering nam een voorstel van de Entente aan; Roemenië moest zich terugtrekken uit Hongarije als Hongarije hetzelfde deed in de Slowaakse Radenrepubliek, die daarop ontbonden werd. Maar in plaats van zich terug te trekken ging het Roemeense leger verder en viel het Boedapest aan. Béla Kun vluchtte op 1 augustus naar Oostenrijk samen met andere hooggeplaatste communisten, er bleef enkel een minderheid in Boedapest, waaronder György Lukács, die een geheime communistische partij moest organiseren. Er werd een nieuwe regering gekozen onder leiding van Gyula Peidl, die slechts enkele dagen in werking was alvorens het Roemeense leger Boedapest binnen viel op 6 augustus, waarop de Hongaarse Radenrepubliek ontbonden werd.
De conservatieve troepen van István Bethlen en Miklós Horthy, het Nationaal Leger, en de tegenregering van Szeged namen de controle over van West-Hongarije, dat buiten de Roemeense bezettingszone lag. Er kwam een gewelddadige campagne tegen communisten, linksen en Joden die bekendstaat als de Witte Terreur. Veel aanhangers van de Radenrepubliek werden zonder proces geëxecuteerd, terwijl anderen na een proces in de gevangenis vlogen. Velen van hen werden later vrijgelaten en naar de Sovjet-Unie gestuurd na een overeenkomst van uitwisseling tussen de Hongaarse en Russische regering in 1921. In totaal werden zo’n 415 gevangenen vrijgelaten door deze overeenkomst. Na de val van de Hongaarse Radenrepubliek werd de kortstondige Hongaarse Republiek opgericht, die in 1920 op haar beurt zou worden afgelost door het koninkrijk Hongarije.